# Гајење мастике на острву Хиос
Гајење мастике на острву Хиос (енгл. Know-how of cultivating mastic on the island of Chios) је гајење и производња мастике на острву Хиос у Грчкој. Године 2014. је уписано на Унескову листу нематеријалног културног наслеђа човечанства.

## Историјат
Мастика се гаји на острву Хиос. Хиос је североисточно егејско острво врло близу са Турском. Ароматичне смоле мастиха се добијају из грмља Pistacia lentiscus екстракцијом. Мастика је одавно позната по својим бројним својствима.
Хиос има скоро 2000 узгајивача мастиха који живе у 24 села која узгајају Pistacia lentiscus.
Тло вулканског порекла и специфична клима су одговорни за добијање смоле у већим количинама и високог квалитета. Ароматична смола се добија од јуна до септембра засецањем дрвета. Засецање се врши два пута недељно, а дубина сависи од старости саме биљке јер је јако важно да се биљка после засецања и опорави. Касније се суши и продаје као комадићи (сузе), прах, тамјан, или у саставу других производа.

## Унескова листа нематеријалног културног наслеђа света
Гајење мастике на острву Хиос је унето под бројем 993 на Унескову листу нематеријалног културног наслеђа 2014. године. Мастика не успева у другим крајевима јер је једино овде погодно тло за гајење. Култура гајења мастике представља друштвени догађај у коме учествују читаве породице.